# Spejarens lärling
Spejarens lärling (engelska: Ranger's Apprentice) är en australisk barnboksserie av författaren John Flanagan. Serien handlar om den föräldralöse myndlingen Will, som vid femton års ålder blir spejaren Halts lärling. Han får lära sig hur man smälter in i naturen, skjuter pilbåge, hanterar lång kniv och kastning men även hur man är med och för befäl i krig.  

## Handling
Bok ett - "Gorlans ruiner" - handlar om Will, en föräldralös yngling, som blir lärling till den berömde spejaren Halt. Flera månaders hård träning följer där Will lär sig smyga, skjuta pilbåge, kasta knivar och mycket mer. Efter ett års träning tvingas Halt och Will ut på ett uppdrag: Araluens fruktade fiende Morgarath har dykt upp igen med några fasansfulla odjur kallade kalkaraner. Vad tänker de göra?
Bok två - "Det övergivna landet" - handlar om Will och hans vän Horace som är på uppdrag med spejare Gilan till grannlandet Celtica. Men något är på tok, byar är ödelagda och gruvorna utan celter. Gilan, Will och Horace får höra att det var wargaler som tillfångatog celterna så Gilan rider till kungen för att rapportera, medan Will och Horace stannar kvar med en utmattad flicka som kallar sig Evanlyn som de stött på på vägen. Samtidigt förbereder sig kungariket för krig mot den hämndlystne Morgarath. Vad ska hända?
Bok tre - "Krigarkungens sal" - handlar om när Will tillfångatagits tillsammans med Evanlyn av Skandier. De befinner sig ombord på ett vargskepp som är på väg mot Skandia. Wills lärare, spejaren Halt, är förtvivlad och har svurit att befria Will även om han måste trotsa kungen. Landsförvisad reser Halt med Wills vän Horace ut för att befria Will. Kommer de att klara det?
Bok fyra - "Slaget om Skandia" - handlar om Halt, Will och hans vänner Horace och Evanlyn, som egentligen är kungens dotter, där de måste samarbeta för att rädda Skandia från temujaier som försöker erövra dem. Det är bara de och några vanliga tränade trälar som måste besegra temujaierna tillsammans med skandierna. Kommer de att klara av att överlista temujaierna?

## Böcker
1. Gorlans ruiner (The Ruins of Gorlan), 2004 / 2007
2. Det övergivna landet (The Burning Bridge), 2005 / 2007
3. Krigarkungens sal (The Icebound Land), 2005 / 2007
4. Slaget om Skandia (Oakleaf Bearers), 2006 / 2008 (utgiven i USA som The Battle for Skandia)
5. Den hemsökta skogen (The Sorcerer in the North), 2006 / 2009 (utgiven i USA som The Sorcerer of the North)
6. Macindaws fästning (The Siege of Macindaw), 2007 / 2009
7. Fången i Arrida (Erak's Ransom), 2007 / 2010
8. Clonmels kungar (The Kings of Clonmel), 2009 / 2010
9. Sårad i ödemarken (Halt's Peril), 2009 / 2011
10. Kejsaren av Nihon-Ja (The Emperor of Nihon-Ja), 2010 / 2011
11. De glömda berättelserna (The Lost Stories), 2011
12. Den nya lärlingen

(The Royal Ranger) 2013 / 2014
1. De röda rävarnas klan

(The Red Fox Clan) 2018
1. Kampen om Araluen

(The Battle of Araluen)

## Spejarens lärling – De första åren
1. Tornerspelen i Gorlan (The Tournament at Gorlan), 2015
2. Slaget om heden (The Battle of Hackham Heath), 2016

## Den nya lärlingen
1. Den nya lärlingen (The Royal Ranger A New Beginning), 2014
2. De röda rävarnas klan (The Royal Ranger: The Red Fox Clan), 2018
3. Kampen om Araluen[1] (The Royal Ranger: Duel At Araluen) 2019
4. Den försvunna prinsen (The Royal Ranger: The Missing Prince) 2020
5. Flykten från Falaise (The Royal Ranger: Escape from Falaise) 2021
6. Arazans vargar (The Royal Ranger: Arazan's Wolves) 2023